# Hallstatt
 Den bayerske by Hallstadt.
Hallstatt i Oberösterreich er en landsby i Salzkammergut og en af Østrigs ældste bebyggelser. Den ligger ved søen Hallstätter See, og har givet navn til Hallstattkulturen.
I 2001 var der 946 indbyggere. Alexander Scheutz har været borgmester siden 2009. Hallstatt står på UNESCO's Verdensarvsliste.

## Etymologi
Hall- betyder i Alpeområdet "saltmine". Bevis for udvindelse af salt på egnen går helt tilbage til stenalderen.

## Historie
I 1838 fandt man en hakke lavet af et gevir. Da hakken i 2001 blev underkastet en kulstof 14-datering, viste den sig at være 7.000 år gammel. Den tilhører den type hakke, stenalderens mennesker benyttede til minedrift. Sammen med diverse stenøkser og fragmenter af en sko dokumenterer fundet beboelse i Hallstatt fra omkring år 5000 f.Kr. I oldtiden blev saltet hakket ud af bjerget i hjerteformede stykker, kendt som "Hallstatt-hjerter". Pakket i dyreskind blev disse båret på ryggen ned fra bjerget. I 1100-tallet blev minedriften lagt om, så stykker af salt i stedet blev opløst i vand, og saltopløsningen sendt i rør ned fra bjerget for videre behandling. I 1595 blev rørledningen forlænget med 40 km helt frem til Ebensee, og regnes som verdens ældste industrielle rørledning, sammenføjet af 13.000 udhulede træstammer.

## Kopieret i Kina
I den kinesiske provins Guangdong har man rejst en kopi af Hallstatt.

## Eksterne links
- Wikimedia Commons har flere filer relateret til Hallstatt
- www.hallstatt.at
- Hallstatt på forskellige sprog
- Information på tysk og engelsk om Hallstatt
- Turistattraktioner i Hallstatt Arkiveret 13. februar 2008 hos  Wayback Machine